# Centerview
Centerview is een plaats (city) in de Amerikaanse staat Missouri, en valt bestuurlijk gezien onder Johnson County.

## Demografie
Bij de volkstelling in 2000 werd het aantal inwoners vastgesteld op 249.
In 2006 is het aantal inwoners door het United States Census Bureau geschat op 255, een stijging van 6 (2,4%).

## Geografie
Volgens het United States Census Bureau beslaat de plaats een oppervlakte van
0,3 km², geheel bestaande uit land. Centerview ligt op ongeveer 266 m boven zeeniveau.

## Plaatsen in de nabije omgeving
De onderstaande figuur toont nabijgelegen plaatsen in een straal van 24 km rond Centerview.